# Bataille de Stirling's Plantation
 (mai 2020).
Le contenu est difficilement compréhensible vu les erreurs de traduction, qui sont peut-être dues à l'utilisation d'un logiciel de traduction automatique.
Guerre de Sécession
Batailles
Seconde campagne de Bayou Teche
- LaFourche Crossing
- Brashear City
- 2e Donaldsonville
- Kock's Plantation
- Stirling's Plantation
- Bayou Bourbeux

La bataille de Stirling's Plantation (également connue sous le nom de bataille de Fordoche Bridge) est une bataille de la guerre de Sécession qui a eu lieu le 29 septembre 1863 dans la paroisse de la Pointe Coupée, en Louisiane.

## Contexte
À la suite du siège de Vicksburg, la division de l'Union du major général Francis J. Herron de l'armée de frontière fut transférée sur les rives du fleuve  Mississippi pour devenir une partie du XIIIe Corps. Arrivés à Port Hudson le 25 juillet, les soldats y restent jusqu'au 13 août 1863, date à laquelle ils sont transférés à Carrollton, au-dessus de la Nouvelle-Orléans.
Le général de division Nathaniel P. Banks avait reçu l'ordre d'envahir et de « planter le drapeau au Texas », et ses plans aboutirent à la seconde bataille de Sabine Pass le 8 septembre 1863. Dans le cadre de son plan global, la division d'Herron devait être transportée à Morganza (Louisiane), en dessous de l'embouchure de la Rivière Rouge. La cavalerie confédérée du général de brigade Tom Green et la division d'infanterie du général de brigade Alfred Mouton opéraient toutes deux sur le cours supérieur de la rivière Atchafalaya. Le mouvement d'Herron devait empêcher les Confédérés d'envahir le Texas, et l'opération de Sabine Pass devait achever de le permettre.
Le 5 septembre, la division d'Herron reçut l'ordre de remonter le Mississippi en bateau. Elle débarqua sous Morganza le 7. Le 8, toute la division traversa Morganza et continua sur la route d'Opelousas, atteignant l'Atchafalaya en fin d'après-midi. Les soldats s'arrêtèrent au Fordoche et y campèrent pour la nuit. Le lendemain, la division avança jusqu'à Morganza où elle établit un camp.
Le 11 septembre, Herron proposa de renvoyer un détachement sur le pont sur la Fordoche pour surveiller l'activité confédérée sur la rive ouest de l'Atchafalaya, et de Morganza pour tenter d'attirer la cavalerie de Green hors de cette rive ouest. Le lieutenant-colonel Joseph Bloomfield Leake du XXe régiment d'infanterie volontaire de l'Iowa fut désigné pour le commander. Une petite brigade provisoire fut formée, comprenant le XIXe Régiment d'Infanterie volontaire de l'Iowa sous le commandement du major John Bruce, le XXVIe Régiment d'Infanterie de l'Indiana sous le commandement du colonel A.D. Rose, une section de la batterie B du Ier Régiment d'Artillerie légère du Missouri et un bataillon du VIe Régiment de Cavalerie volontaire du Missouri sous le commandement du commandant Samuel Montgomery. Pour compléter la cavalerie, une compagnie d'infanterie montée fut créée en tirant au sort des hommes de tous les régiments de la division ; elle fut placée sous le commandement du lieutenant Henry Walton du XXXIVe Régiment d'Infanterie volontaire de l'Iowa. 
La route allant de Morganza au gué de Fordoche suivait la rive est du bayou Fordoche, coulant vers l'ouest jusqu'à un point situé à environ cinq kilomètres de Morganza, puis après un virage dans le bayou, continuait vers le sud sur environ cinq kilomètres et demi jusqu'à une boucle dans le bayou par la plantation de Norwood. Juste à l'ouest de Norwood, la route d'Opelousas bifurquait vers le nord-ouest, traversait la Fordoche et se dirigeait vers l'Atchafalaya en face de l'actuelle Melville, en Louisiane.
Peu de temps après avoir quitté Morganza, la compagnie rencontra des détachements confédérés et les combattit tout au long de la journée jusqu'à ce qu'ils atteignissent la plantation Norwood, à environ dix kilomètres de l'Archafalaya, où elle établit un camp. La région leur était inconnue et Leake n'avait pas de cartes exactes. Mouton vit la position exposée de Leake comme une occasion de détruire cette compagnie à proximité du pont Fordoche.

## Bataille
En repérant la zone le 13 septembre, Leake découvrit que la position à Norwood était peu défendable. Il y avait plusieurs vieilles routes et une voie ferrée à demi achevée dans les environs, ce qui permettrait aux confédérés de se déplacer facilement et de se placer à l'arrière des positions de la brigade de l'Union. Des piquets et des poteaux avaient été mis en place et Leake demanda à se rapprocher de la plantation Stirling d'environ un kilomètre et demi, mais Herron refusa.
Dans la soirée du 15, des locaux apprirent à Leake qu'une attaque se préparait, ce qui le conduisit à se replier vers le nord à trois kilomètres de la plantation Stirling et à y établir ses camps. Cette position, bien que meilleure que Norwood, présentait encore des défauts en raison des routes qui permettaient aux confédérés de se déplacer facilement autour de la position fédérale.
Une digue longeait le côté est de la route devant la plantation Stirling, et Leake y avait fait creuser une ouverture au nord de la ferme afin que l'on puisse transporter l'artillerie si nécessaire. Des soldats montaient la garde en permanence, mais la brigade était si petite qu’elle fut jugée insuffisante et toute la brigade restait inquiète relativement à la position qu'elle occupait.
Les Confédérés se montraient toujours davantage et furent fréquemment observés se déplaçant en petits groupes entre Stirling et Morganza. Bien que Herron eût été informé de la présence des rebelles entre ses positions et celles de Leake, il ne fit aucun effort pour sécuriser ses arrières. Herron était malade et, le soir du 28, remit le commandement au général de division Napoléon J.T. Dana ; puis il partit pour la Nouvelle-Orléans.
Mouton avait remarqué qu'il avait l'occasion de gober cette petite brigade et le 19, il avait ordonné à Green de planifier une attaque, prenant la décision finale le 25. Les trois mille soldats de Green étaient à Centerpoint sur l'Atchafalaya le 28 ; ils entamèrent la traversée en bac à trois heures de l'après-midi. Les bataillons de cavalerie de Wallers et Roundtree, ainsi que la batterie de Semme, furent acheminés de nuit. Les brigades d'infanterie de Speight et de Mouton furent acheminées ensuite, et enfin les 4e, 5e et 7e de Cavalerie du Texas ; le dernier passage eut lieu à une heure du matin le 29 sous une pluie battante.
À l'aube du 29, les brigades de Mouton et Speight furent envoyées par une piste à travers les bois et les marécages qui coupaient la route d'Opelousas à environ trois kilomètres au nord de la plantation Stirling. Mouton devait rester dans cette position pour bloquer toute force de secours qui pourrait être envoyée de Morganza, tandis que la brigade de Speight devait lancer l'attaque principale sur la brigade de Leake par la droite et l'arrière.
Le reste de la cavalerie confédérée marcha par la route vers le pont Fordoche près de la maison Norwood. Arrivé là vers onze heures une escarmouche eut lieu avec les détachements de cavalerie fédérale postés au pont Fordoche. Après environ une demi-heure, des coups de feu furent entendus au nord de la ferme de Stirling.
Juste avant midi, un coup de feu fut entendu du poste de détachement au nord du camp de Stirling, puis plusieurs coups de feu, depuis les champs de canne à sucre au nord et à l'est de la maison. Mouton avait commencé son attaque. Leake ordonna à l'artillerie de monter sur la route et de se positionner à l'écart de la digue pour tirer à travers les champs de canne à sucre. Le XIXe Régiment reçut l'ordre de se mettre en ligne d'est en ouest derrière la maison et de commencer à tirer. Le XXVIe Régiment était alors posté à gauche du XIXe Régiment d'Infanterie volontaire de l'Iowa, face à l'ouest, et reçut l'ordre de tirer en diagonale vers la droite.
Pour une raison que l'on ignore, l'artillerie n'avait pas atteint l'ouverture dans la digue et était acheminée manuellement parmi les dépendances derrière la maison, où elle restait totalement inutile.
Leake ne disposait que de quatre cent cinquante fantassins, car beaucoup étaient chargés de surveiller le camp. Les XIXe et XXVIe Régiments furent repoussés au travers des bâtiments de Stirling et durent prendre position sur la digue, maintenant face à l'est, la digue présentant un excellent parapet.
Les troupes confédérées avaient une supériorité écrasante. Elles tentèrent d'abord de tourner à droite du XIXe Régiment. Le XXVIe Régiment se replia à droite du XIXe, le XXVIe étant désormais orienté au sud. Voyant le changement de front, les Confédérés se déplacèrent vers leur droite et traversèrent l'ouverture dans la digue, tentant de tourner le flanc gauche du XIXe Régiment. Le temps était chaud et les hommes épuisés. Leake avait reçu une balle dans le pied, perdu son cheval et été capturé, et, dans la confusion, aucun autre officier ne s'empara du commandement.
Pendant ce temps, la cavalerie confédérée avait complètement redirigé la cavalerie fédérale vers le sud, près de la ferme Norwood. La cavalerie fédérale se replia vers Morganza avec une telle rapidité qu'aucun d'eux ne fut capturé. La cavalerie en déroute passa à l'est de la plantation Stirling et le combat y fit rage. L'infanterie de Stirling était si impliquée dans son propre combat qu'elle ne savait pas ce qui était arrivé à sa cavalerie. La plupart des cavaliers de Green étaient vêtus d'uniformes de l'Union qui avaient été récupérés à Brashear trois mois auparavant. Avec la fuite de la cavalerie de l'Union, Green avança sa formation sur la route menant de Norwood à la plantation Stirling. L'infanterie de l'Union observa les soldats qui avançaient et crut qu'il s'agissait du VIe régiment du Missouri. Ce n'est que lorsqu'ils leur tirèrent dessus que les fantassins de l'Union s'aperçurent que c'était la cavalerie de Green qui les attaquait sur leur autre flanc. En infériorité numérique, sans chef et assaillis de toutes parts, les fédéraux se rendirent les uns après les autres.

## Conséquences
Seuls quelques fantassins de l'Union réussirent à s'échapper. Les pertes fédérales s'élevèrent à seize morts, quarante-cinq blessés et quatre cent cinquante-quatre prisonniers. Les pertes confédérées furent de vingt-six morts, quatre-vingt-cinq blessés et dix disparus. En outre, les Confédérés prirent deux fusils perroquet de dix livres avec des caissons, deux nouvelles ambulances, un chariot d'hôpital chargé de fournitures médicales et toutes les armes des hommes capturés. Green s'occupa rapidement de ses prisonniers et de  son butin et retourna vers la rivière, la traversant le plus vite possible. Les prisonniers furent ensuite emmenés via Alexandria, Natchitoches, Mansfield et Shreveport vers le camp de Camp Ford près de Tyler, Texas, où ils arrivèrent le 23 octobre 1863.